# Leonard Borgström (affärsman)
Johan Leonard Borgström, född 9 mars 1832 i Helsingfors, död där 8 februari 1907, var en finländsk affärsman och donator. Han var son till Henrik Borgström (1799–1883) och bror till Henrik Borgström (1830–1865). 
Efter faderns frånfälle blev Borgström ledare för H. Borgström & Co. Han var representant för borgarståndet i lantdagen, där han bland annat 1885 och 1891 deltog i behandlingen av tullfrågor. Han var även känd som violinspelare samt medverkade 1882 i grundandet av Helsingfors musikinstitut och var dess första direktionsordförande.